# Anabasi (Senofonte)
L'Anàbasi, o più propriamente l'Anabasi di Ciro (in greco antico: Κύρου Ἀνάβασις?, Kýrou Anábasis, 'spedizione di Ciro verso l'interno') è la più celebre opera dello storiografo greco Senofonte. Risalente al IV secolo a.C., il testo narra del tentativo di Ciro il Giovane di impossessarsi del trono di Persia.

## Trama

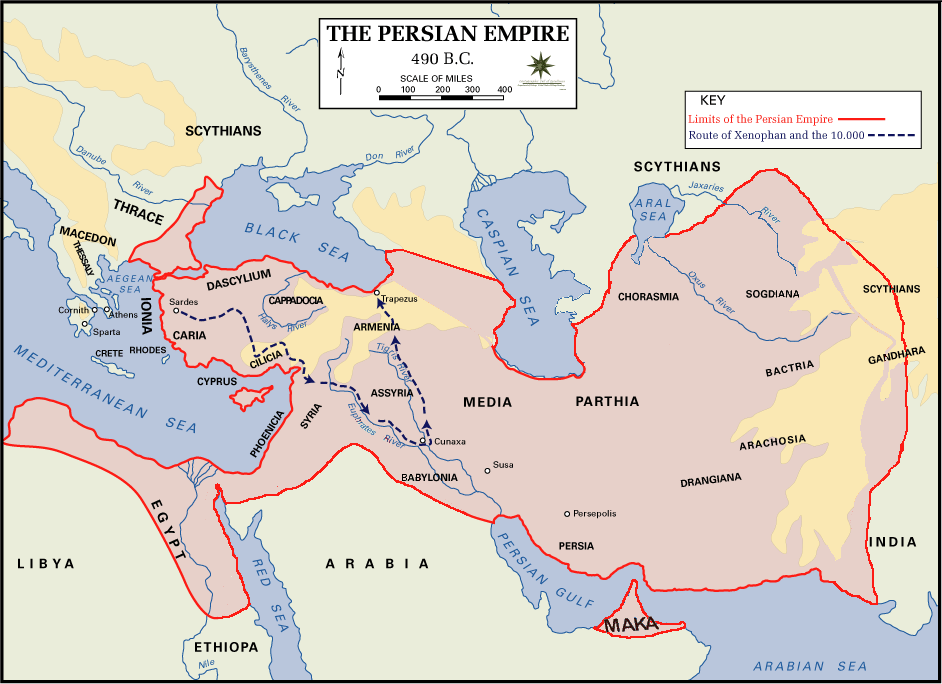
Il percorso dei Diecimila dell'Anabasi di Senofonte

Senofonte era uno dei Diecimila, un'armata di mercenari greci assoldata da Ciro il Giovane, il cui scopo era usurpare il trono di Persia al fratello Artaserse II. Anche se l'armata dei mercenari fu vittoriosa nella battaglia sostenuta a Cunassa contro l'esercito dell'imperatore, Ciro non sopravvisse allo scontro, e la sua morte privò la spedizione di ogni senso: i Greci, penetrati troppo a fondo nel territorio nemico, dovettero così ritirarsi verso un porto sicuro, in un ripiegamento che si preannunciava lunghissimo e pieno di insidie.
Il testo narra infatti di come il generale greco Clearco e una quantità di suoi ufficiali furono uccisi o catturati per il tradimento ordito da Tissaferne, e di come lo stesso Senofonte, ritrovatosi generale, lui che non si riteneva nemmeno soldato, abbia concentrato i propri sforzi nell'incoraggiamento dei soldati, guidando l'armata sbandata nel lungo viaggio, durato più di un anno, verso il "Ponto Eusino" (attuale Mar Nero).
Giunto finalmente sulla costa del Mar Nero, presso Trapezunte (Trebisonda) con il famoso grido "Thálatta! Thálatta!" ("Θάλαττα! θάλαττα!", corrispondente all'italiano "Mare! Mare!"), vedrà però il fallimento dei suoi propositi di diventare l'ecista di una nuova colonia ellenica e dopo numerose peripezie porterà l'armata a combattere per il re di Tracia Seute II, e infine la consegnerà, a Pergamo, al generale spartano Tibrone che stava allestendo un esercito per una nuova guerra contro i Persiani.

## Suddivisione dell'opera
L'opera, priva di un proemio, è convenzionalmente suddivisa in sette libri. Tale ripartizione, divenuta tradizionale, non è opera di Senofonte ma fu introdotta successivamente. Aggiunte posteriori sono anche i riassunti dei fatti precedenti che precedono ogni libro.
- Libro 1: Arruolamento dell'armata da parte di Ciro; marcia verso Babilonia e battaglia di Cunassa.
- Libro 2: Scoperta del reale esito della battaglia con la morte di Ciro; trattative col re Artaserse; tradimento e uccisione dei comandanti greci.
- Libro 3: Elezione dei nuovi generali; inizio della ritirata dei "diecimila" incalzati dai Persiani fino alle montagne.
- Libro 4: Attraversamento del paese dei Carduchi, poi dell'Armenia dove sono sorpresi dall'inverno, delle terre dei Taochi e dei Colchi e arrivo al tanto agognato mare a Trapezunte.
- Libro 5: Viaggio avventuroso lungo la costa fino a Cotiora.
- Libro 6: Elezione di un unico comandante supremo (Senofonte stesso); viaggio per mare fino a Eraclea. Nuovo errare lungo la costa subendo numerose perdite; arrivo a Crisopoli.
- Libro 7: Passaggio al servizio di Seute per aiutarlo a riconquistare il suo regno (Tracia); l'armata vaga tra Salmodissa, Lampsaco e infine Pergamo dove il generale spartano Tibrone ne assume il comando incorporandola alle sue truppe, in partenza per la guerra contro i satrapi persiani Tissaferne e Farnabazo.

## Lingua e stile
Per tradizione didattica, l'Anabasi è uno dei primi testi integrali che vengono esaminati dagli studenti di greco antico, grazie allo stile asciutto e lineare che traspare anche nelle traduzioni; per analogia, è da considerarsi come il De bello Gallico per gli studenti di latino.
L'asciuttezza e la sobrietà della sua scrittura, apprezzata fin dall'antichità, soprattutto dal tardo ellenismo, in maniera sempre crescente, attraverso l'età imperiale e fino alla tarda antichità, ne fecero col tempo un modello di purezza della prosa attica.
Questa fortuna tuttavia è in parte frutto di un fraintendimento. La lingua in cui egli scrive non è infatti rigidamente riconducibile a modelli di purezza linguistica attica, ma sfoggia una straordinaria ricchezza di vocaboli assenti negli altri autori attici, frutto dei suoi contatti con la Laconia e con l'Asia. La sua opera offre una varietà di inflessioni aperte tanto a coloriture doriche che a influenze ioniche. Questi retaggi linguistici, provenienti dalla sua esperienza cosmopolita e dalla frequentazione della letteratura tecnica e periegetica, conferiscono alla sua lingua un carattere che farà di lui un anticipatore della koinè ellenistica.

### Intenti apologetici
L'affinità con l'opera di Cesare non si ferma allo stile ma si estende all'altro importante aspetto che accomuna, in maniera non casuale, la narrazione di Senofonte al resoconto redatto da Cesare sulle sue campagne galliche: la preoccupazione apologetica che percorre la narrazione e si sovrappone allo spunto autobiografico, dando ragione delle deformazioni, esagerazioni e omissioni che caratterizzano entrambi gli scritti.

## Senofonte e la letteratura biografica
Nel redigere la sua opera, non potendo avvalersi di modelli o precursori, Senofonte inaugurava un genere nuovo. Arnaldo Momigliano, nel riconoscere a Senofonte la primogenitura di un modello autobiografico e apologetico, coglieva, insieme all'originalità, anche l'insita contraddittorietà di un simile approccio che non mancherà però di dispiegare la sua influenza su Cesare e gli scrittori successivi:
(Arnaldo Momigliano. Lo sviluppo della biografia greca. Einaudi, Torino, 1974, p. 56)

## Terminologia
Il termine greco "anàbasi" significa letteralmente "risalita" (da ἀνά, "sopra", e βαίνω, "andare"), ed è contrapposto al termine "catàbasi", che significa letteralmente "discesa" (da κατά, "sotto", e βαίνω, "andare").
L'avventura descritta da Senofonte, sebbene la spedizione di Ciro sia di per sé un'anàbasi che parte dalle coste del Mar Egeo fino al cuore dell'Asia medio-orientale, è per la maggior parte un resoconto del periglioso cammino dei 10 000 che parte dalla regione di Babilonia e termina sul Mar Nero.

## Adattamenti moderni
Valerio Massimo Manfredi ha scritto un libro intitolato L'armata perduta, strettamente collegato all'Anabasi ma raccontato dal punto di vista di una donna, Abira, innamorata di Senofonte.
All'Anabasi si è ispirato anche Sol Yurick nella scrittura del romanzo I guerrieri della notte (1965), dal quale Walter Hill ha tratto il film I guerrieri della notte (The Warriors, 1979), che racconta come una piccola gang rimasta isolata e accusata di un omicidio dopo un raduno di bande cerchi, con un lungo e pericoloso viaggio, di tornare verso casa. Il cammino, tutto notturno, è segnato da scontri e inseguimenti, e la salvezza coincide con l'alba e il raggiungimento del mare e del proprio quartiere (Coney Island, New York), così come i soldati di Senofonte raggiunsero Trebisonda sul Mar Nero.

## Edizioni italiane
- Anabasi, Introduzione, trad. e commento di Piero Sgroj, Collana Gli storici greci, Napoli, Edizioni Scientifiche Italiane, 1960.
- Anabasi, in Anabasi e Ciropedia, introduzione e traduzione di Carlo Carena, Torino, Giulio Einaudi editore, 1962,  pp. 1-232 («Nuova Universale Einaudi», 13).
- Anabasi, premessa, traduzione e note di Enzo Ravenna, Collana BUR n.2061-2063, Milano, Rizzoli, 1964; Introduzione di Italo Calvino, BUR, 1978; Premessa al testo di Emanuele Banfi, BUR, 1980-1981.
  - Anabasi, traduzione e cura di Enzo Ravenna, Collana Oscar Classici, Milano, Mondadori, 1984; Testo originale a fronte, introduzione di Ezio Savino, Collana Oscar Classici Greci e Latini n.70, Milano, Mondadori, 1994, ISBN 978-88-04-38729-9; Collana Oscar Classici, Mondadori, 2019.
- Anabasi. La spedizione di Ciro, 4 voll., traduzione di Lela Mazzone, introduzioni e note di Pierluciano Guardigli, Milano, Pierrel, 1969; poi Napoli, Benincasa, 1971.
- Anabasi, a cura di Valerio Massimo Manfredi, Collana I Classici di Storia/sezione greco-romana n.XXII, Milano, Rusconi, 1980; Collana Oscar Varia, Milano, Mondadori, 2007, ISBN 978-88-045-7631-0.
- Anabasi, trad. e note di Franco Ferrari, Introduzione di Italo Calvino, Collana I Classici n.157, Milano, BUR, 1985; Collana Pantheon, BUR, 1999.
- Anabasi, edizione annotata con testo a fronte, traduzione di Gianpaolo Marin Grimani, note introduttive di Carlo Vettore, 2 voll., Ponzano Magra, Solaria, 1990.
- Anabasi, trad. di Alessandro Baccarin, Pordenone, Studio Tesi, 1991.
- Anabasi, con testo a fronte, Introduzione, trad. e note di Andrea Barabino, Saggio critico di Michele R. Cataudella, Collana I grandi libri n.468, Garzanti, Milano, 1992, ISBN 978-88-115-8468-1.
- Anabasi - Elleniche, Introduzione di Domenico Musti, Premesse, traduzioni e note di Umberto Bultrighini e Manuela Mari,[6] Collana Grandi tascabili economici, Roma, Newton & Compton, 1993-2022.
- Anabasi, a cura di Fiorenza Bevilacqua, Collezione Classici greci n.26, Torino, UTET, 2002, ISBN 978-88-020-5962-4; Collana Classici greci n.35, 2007, Torino, UTET, ISBN 978-88-020-7469-6.
- Anabasi, a cura di Ortensio Celeste, Collana Classici Greci e Latini, Firenze, Barbera, 2006, ISBN 978-88-789-9083-8; Collana Classici Greci e Latini, Santarcangelo di Romagna, Rusconi, 2016, ISBN 978-88-180-2039-7.
- La spedizione verso l'interno (Anabasi), a cura di Giuseppe Dino Baldi, Macerata, Quodlibet, 2012, ISBN 978-88-746-2429-4.